# Giuliano Pedretti
Giuliano Pedretti (geboren 23. Februar 1924 in Basel; gestorben 9. Januar 2012 in Samedan) war ein Schweizer Zeichner, Sgraffitokünstler und Bildhauer.

## Leben

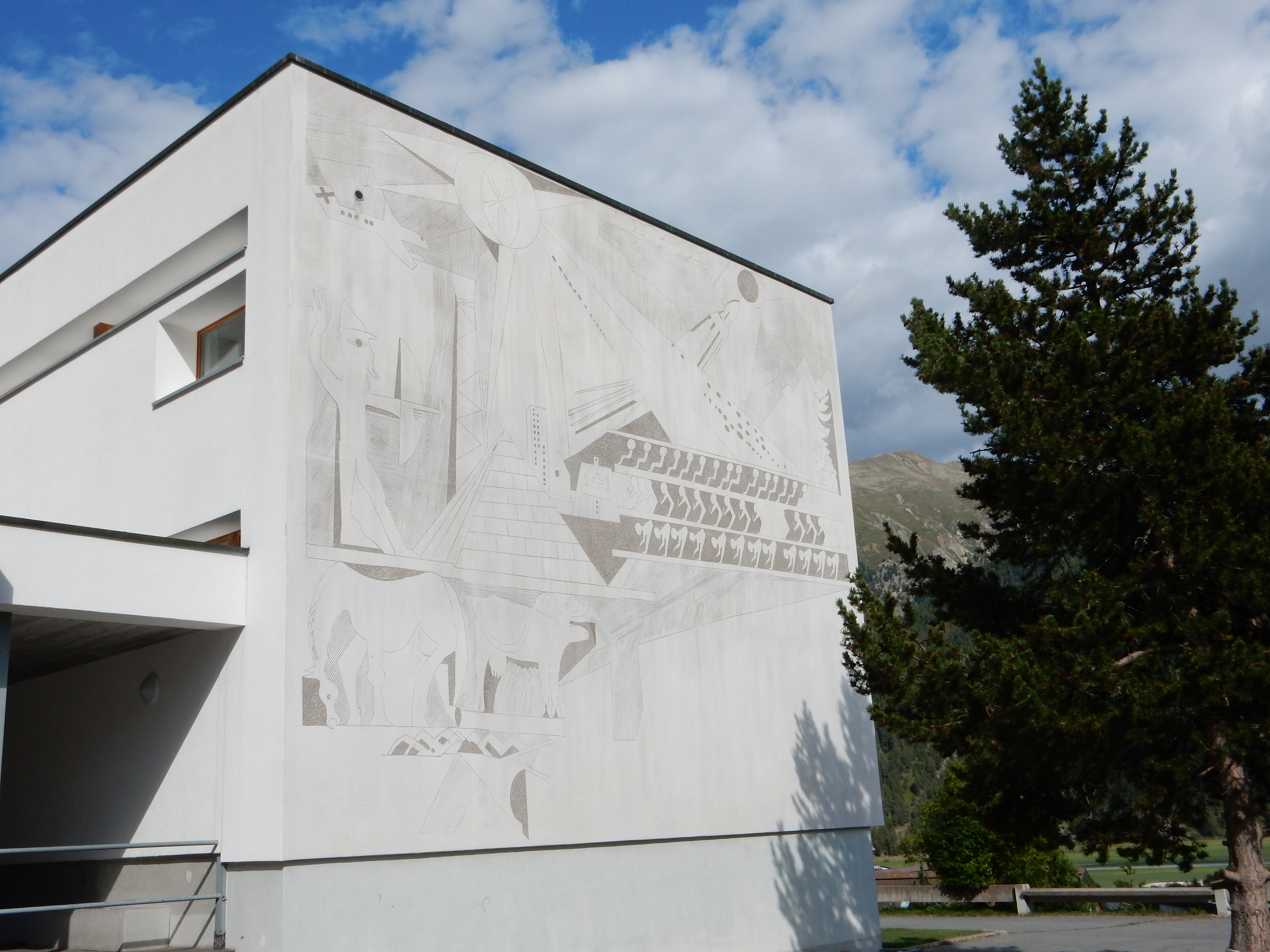
Grosses Weltbild, Sgraffito von Giuliano Pedretti am Schulhaus in Samedan (1967)

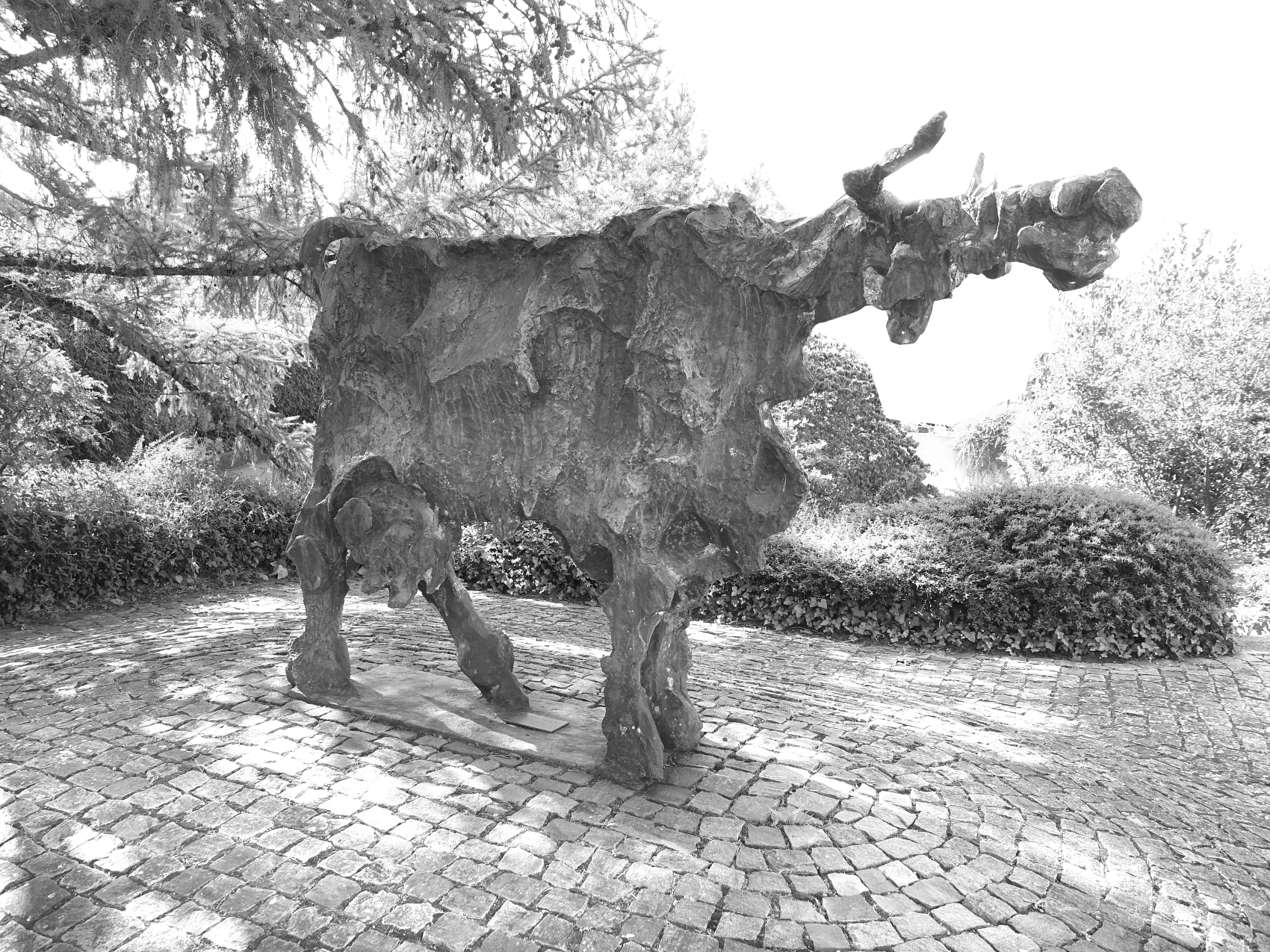
Kuh-Skulptur, Nostalgie, 1975. Riehen

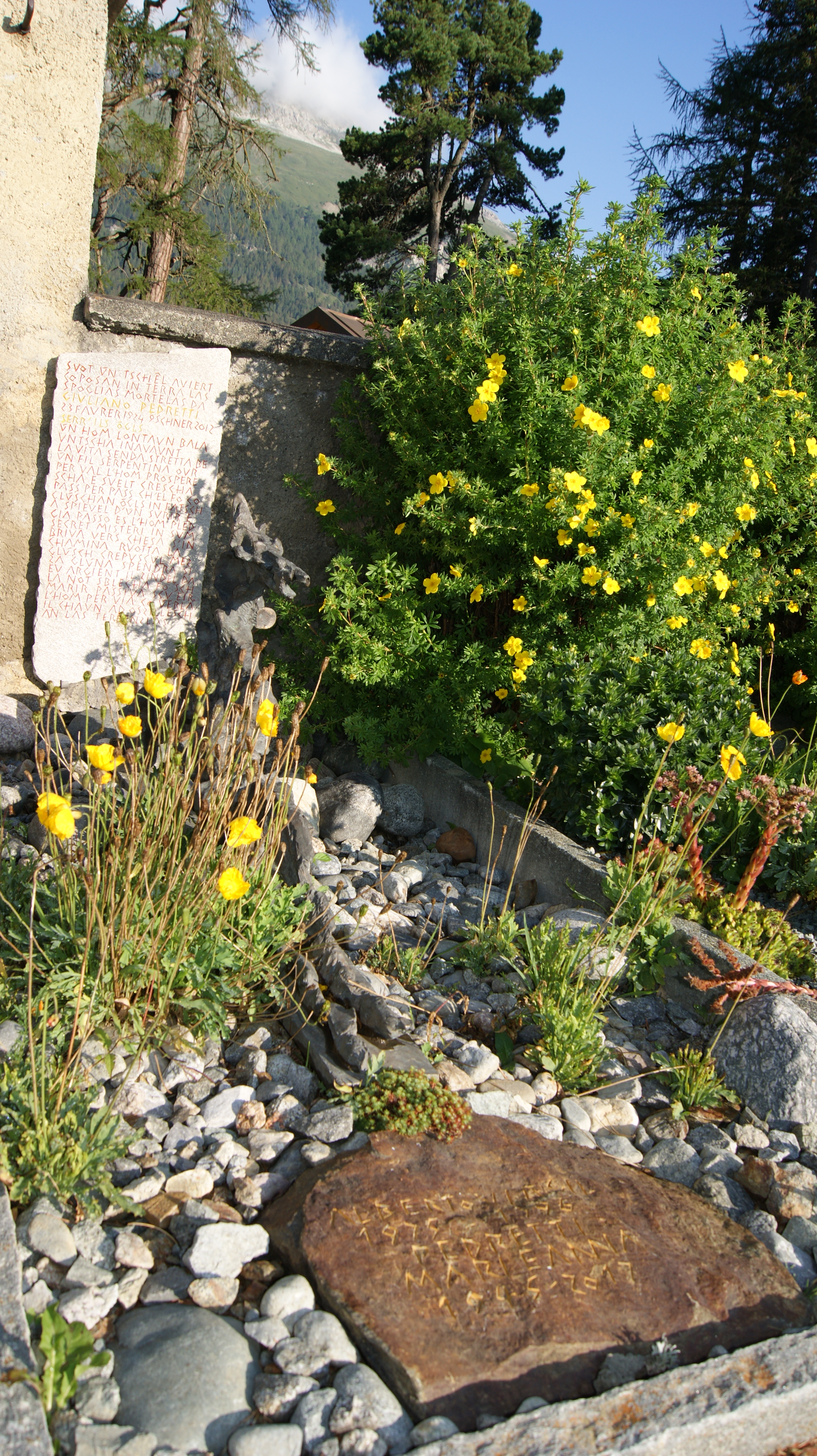
Pedrettis Grab an der Kirche San Gian in Celerina

Giuliano Pedretti war der älteste Sohn des Malers Turo Pedretti und der Sängerin Marguerite Pedretti-His. Er studierte 1942–1943 an der Kunstgewerbeschule Zürich. Da Pedretti farbenblind war, konnte er sich nicht als Maler betätigen, sondern arbeitete vornehmlich plastisch. Pedretti wurde bereits als Student durch Alberto Giacometti geprägt, den er ab 1953 häufiger in Paris aufsuchte. Seit 1943 hatte er ein Atelier im Elternhaus in Samedan. Als dieses 1951 durch eine Lawine zerstört wurde, richtete er sein Atelier im benachbarten Celerina ein. 1949 war er Stipendiat des Schweizerischen Instituts in Rom. Pedretti führte auch Aufträge für Sgraffito-Arbeiten an Häusern und Kirchen aus. Sein Werk umfasst mehr als 300 Plastiken. Seine Werke finden sich u. a. im Kunstmuseum Bern und im Bündner Kunstmuseum in Chur.
Neben seiner bildhauerischen Arbeit engagierte er sich für die Erhaltung der romanischen Kultur und beteiligte sich 1988 mit Dora Lardelli massgeblich an der Gründung des Kulturarchivs Oberengadin und 1995 an der Errichtung des Andrea-Robbi-Museums in Sils Maria.
Sein Bruder war der Bildhauer und Maler Gian Pedretti, und er war verschwägert mit der Schriftstellerin Erica Pedretti.
Giuliano Pedretti verstarb am 9. Januar 2012 im Alter von 87 Jahren. Sein Grab ist auf dem Friedhof der Kirche San Gian in Celerina/Schlarigna.